# الإسلام في اليونان
الإسلام في اليونان يبلغ عدد المسلمين في اليونان بين 98,000-140,000 (0.9%-1.2%) لكن هناك من يقول أن عددهم أكثر من ذلك، في حين يرى آخرون أنهم أقل. ويرجع تاريخ الإسلام في اليونان إلى مرحلة تاريخية متقدمة، تعود بالتحديد إلى أوائل القرن الثالث الهجري.

## موجز تاريخي

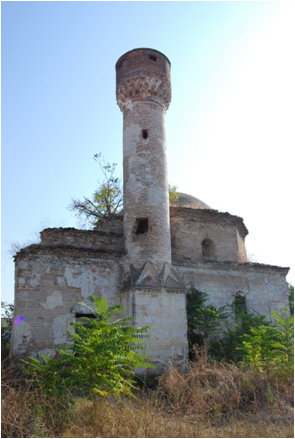
مسجد احمد باي في اليونان بني زمن الدولة العثمانية في القرن الخامس عشر

خلال النصف الأول من القرن الثالث الهجري فتح المسلمون عددًا من الجزر اليونانية، وقد كان ذلك بالتحديد عام 210هـ، وكان ذلك الفتح إيذاناً بدخول الإسلام إلى اليونان، واستمر تواجد الإسلام في اليونان طوال الفترات التاريخة اللاحقة، وخلال مدة الدولة العثمانية شهد الإسلام في اليونان أزهى فتراته، ونشأ مجتمع إسلامي فيه حتى قد وصل عدد المسلمين فيه إلى حوالي 68% من نسبة السكان. وخلال الفترة العثمانية من تاريخ اليونان ترك المسلمون خلفهم آلاف المساجد، وتحول بعضها بعد خروجهم وزوال حكمهم إلى متاحف.

## تركيبة المسلمين الديموغرافية
يوجد اليوم في اليونان خمس مجموعات سكانية مسلمة تتوزع على النحو التالي: أتراك غرب منطقة تراقيا، وبوماك رودوب اليونانية، وألبان شمال غرب اليونان، وأتراك رودوس وكوس إلى جانب الغجر الروما المسلمين.
في الأعوام الأخيرة (خاصة بعد 1990) تشكلت أقلية أخرى مهمة تتألف أساسًا من المهاجرين الذين قدموا إلى اليونان بحثًا عن حياة أفضل وعن فرص عمل أو لجوء في هذا البلد العضو في الاتحاد الأوروبي، وبعض المهاجرين الذين يتخذون من اليونان بلد عبور إلى البلدان الأوروبية الأكثر غنى.
وفقًا للقانون اليوناني المتعلق بإجراء الإحصاء السكاني لعام 1951، لا نجد ذكرًا لتصنيف السكان الديني أو القومي أو اللغوي، لهذا يصعب تحديد أعداد المسلمين بدقة، ولكن وفقًا للمعطيات المتوفرة فإن عدد المسلمين في اليونان (حاملي الجنسية اليونانية والمقيمين) في عام 2008 يُقدر بحوالي 350 ألفًا، أو 3.1% من مجموع سكان البلاد البالغ 11 مليون نسمة.

## مساجد المسلمين في اليونان
يبلغ عدد المساجد في تراقيا حوالي 300 مسجد ويوجد في مدينة كوس مسجدان، وفي رودوس مسجد واحد، لكن لا يتوفر لمسلمي العاصمة البالغ عددهم نحو 150 ألف فرد أي مسجد، وبهذا تكون أثينا هي العاصمة الوحيدة في دول المجموعة الأوروبية التي لا تحتوي على مساجد، بل يوجد في أثينا قرابة 130 مكانا للصلاة هي عبارة عن مساجد متنقلة في المحلات التجارية والأدوار السفلى ومواقف السيارات داخل البنايات ومعظمها أماكن ضيقة وبلا تهوية في الأغلب أو مجرد غرف في مخازن.
تنتشر دور العبادة غير الرسمية هذه داخل وحول منطقة وسط المدينة لكنها تتوارى عن أعين المجتمع والمارة آلاف المسلمين مع كل صلاة. كما تعتبر تأدية صلوات الجمعة والأعياد والجنازة من أكبر المشكلات التي يواجها مسلمو أثينا حيث ينزل خلالها الآلاف إلى شوارع المدينة باحثين عن مكان مناسب لإقامة صلاة الجماعة وهو مشهد يخشون أن يثير استياء المجتمع.
وبعد جهود كبيرة، بذلها المسلمون في اليونان، حددت الحكومة اليونانية في عام 2001 موقع المشروع الذي سوف ينشأ عليه أول مسجد ومركز ثقافي إسلامي في أثينا وبالتحديد في ضاحية «بيانيا Peania» الواقعة على بعد 15 كيلو متراً غرب العاصمة بالقرب من مطار أثينا الدولي وعلى مساحة 35 فداناً أي ما يعادل 33949 متراً مربعاً.
وفي سنة 2019 تم الانتهاء من بناء مسجد أثينا، وهو أول مسجد رسمي بتمويل حكومي، رغم كل ما أثير حوله من الآراء والانتقادات.

## إلغاء العمل بِالشريعة الإسلاميَّة في شؤون الزواج والطلاق
في يوم الثُلاثاء 9 كانون الثاني (يناير) 2018م، ألغى البرلمان اليوناني النظام الخاص بالمسلمين الذي يعتبر الشريعة الإسلامية مرجعًا للفصل في شؤون الطلاق والزواج والإرث بين المسلمين بالبلاد. ووفق القانون الجديد، أصبحت المحاكم المدنية صاحبة الصفة لتسوية شؤون الزواج والطلاق والإرث للمسلمين، وأصبح اللجوء إلى الشريعة الإسلامية كمرجع لحل مسائل الأحوال الشخصية غير ممكن إلا في حال موافقة كل الأطراف المعنيّة، وفي الأساس فإن الدولة يبقى لها -كما في السابق- اختيار 3 مفتين للنظر في النزاع القائم. وعندما أُقرَّ هذا القانون، أعلن رئيس الحكومة اليونانية أليكسيس تسيبراس أن هذه الخطوة تاريخية، وأن «مشروع القانون الخاص بالشريعة يوسّع مجال المُساواة أمام القانون، ليشمل جميع اليونانيين مع احترام خصائص الأقلية». وبهذا ألغت اليونان الامتياز الخاص بِالمُسلمين البالغ من العُمر حوالي مائة سنة، وهو يرجع إلى فترة عقد معاهدة لوزان عام 1923، التي رسمت الحدود بين اليونان وتركيا الجديدة المنبثقة عن السلطنة العثمانية، وفي تلك الفترة وافقت السلطات اليونانية على أن تكون شؤون الزواج والطلاق والإرث لدى الأقلية المسلمة حصرًا بإيدي مفتين. وكان تسيبراس قال خلال زيارة قام بها إلى تراقيا في شهر تشرين الثاني (نوڤمبر) 2017، إن «النظام الحالي لا يشرّفنا كبلد في الاتحاد الأوروبي». لكن على الرغم من هذا الإلغاء، حرصت الحكومة اليونانية على الإبقاء على خيار اعتماد الشريعة الإسلامية كمرجع قضائي؛ لأن هذا الملف يبقى حساسًا جدًا ومرتبطًا بالعلاقة الحساسة بين تركيا واليونان.

## معرض صور

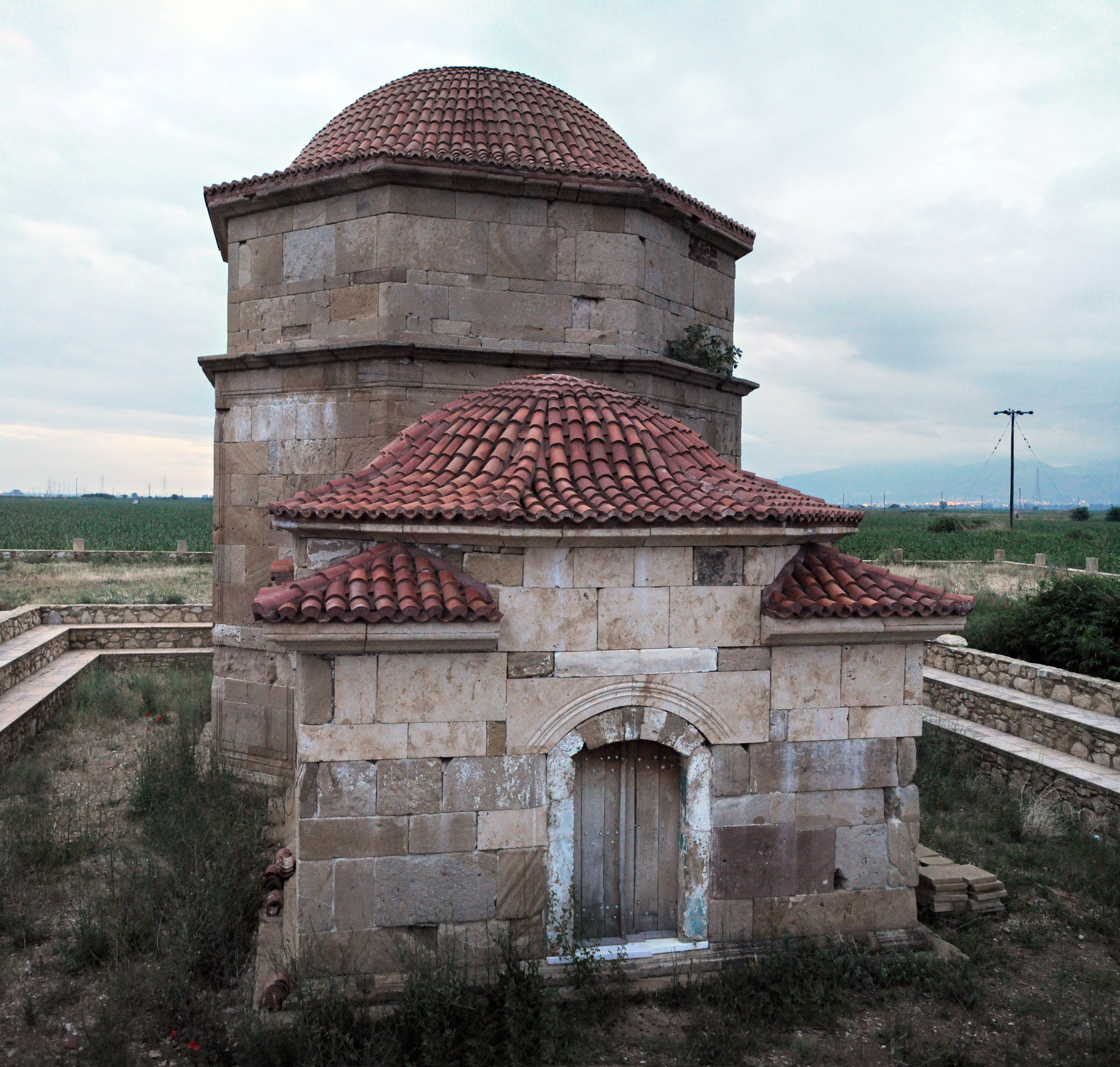
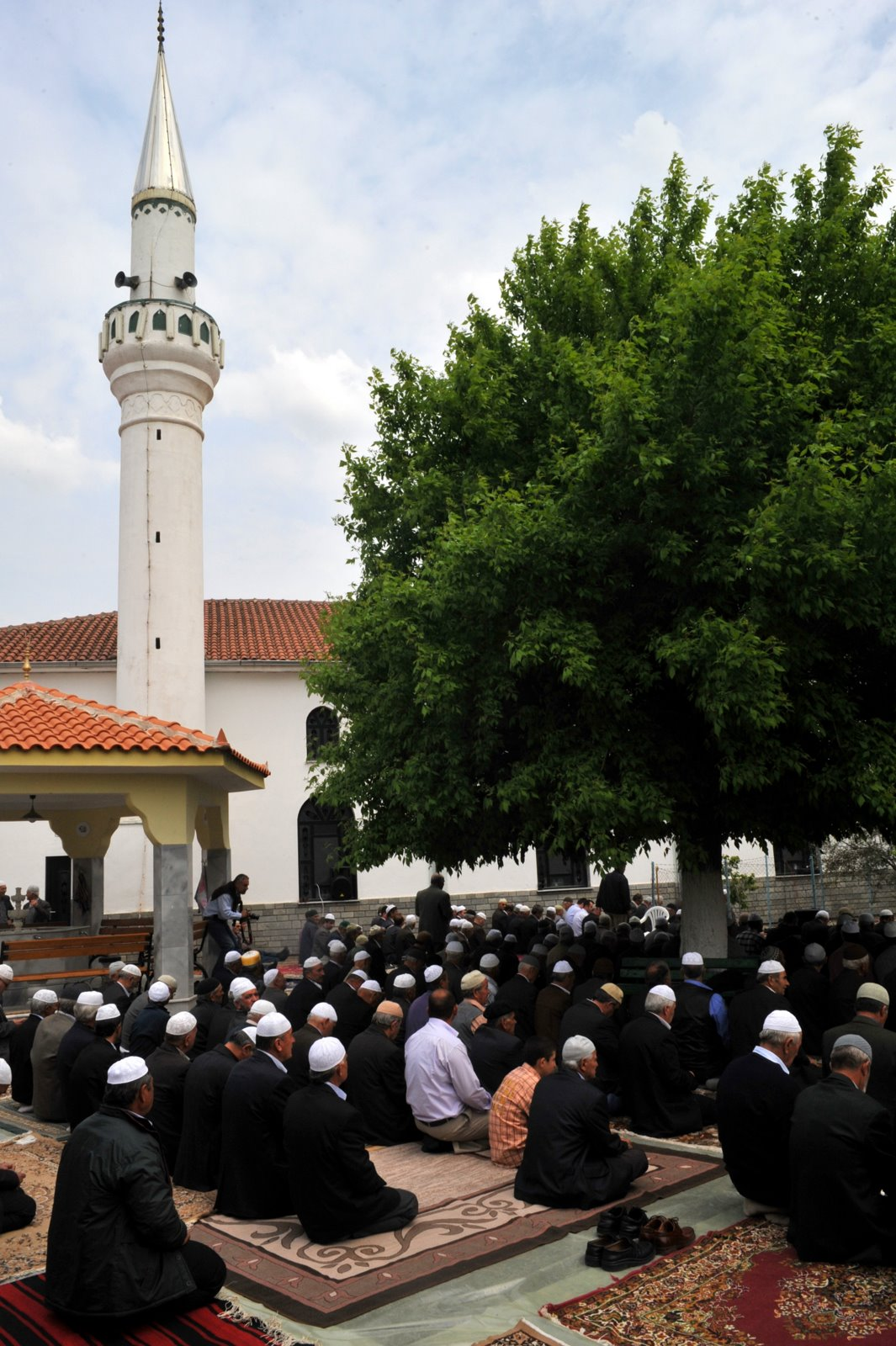
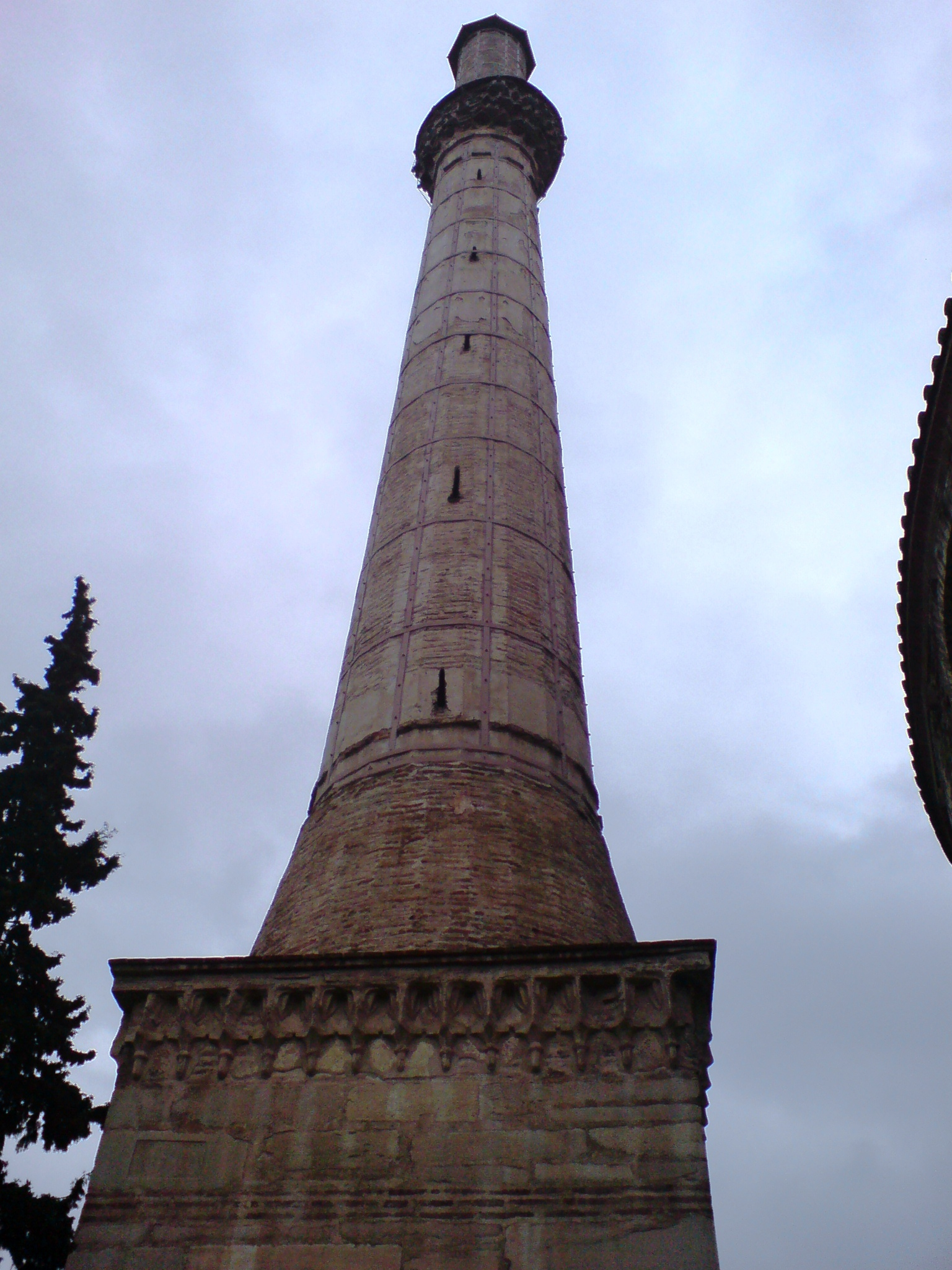
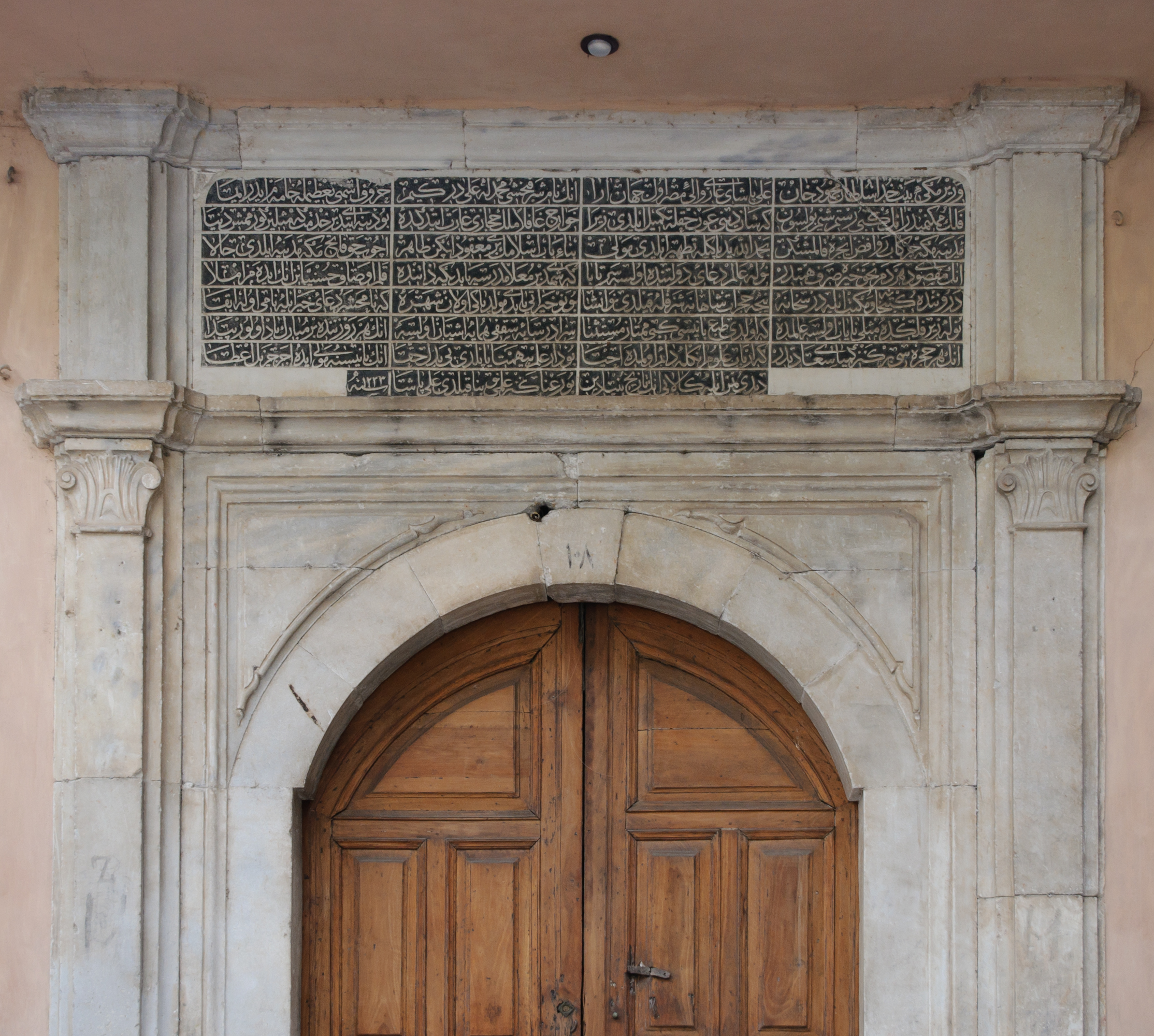
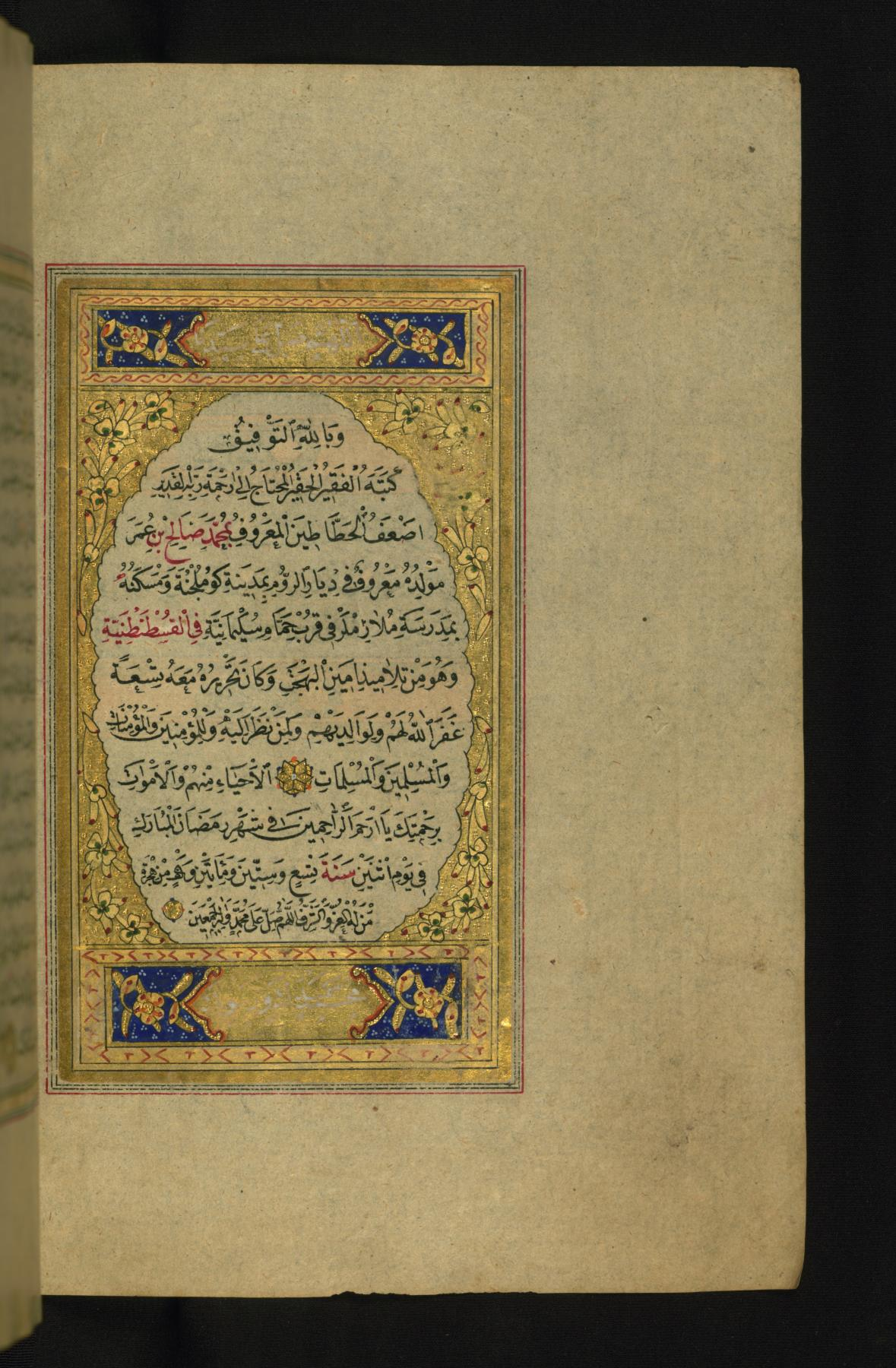